# Hank Williams Jr.
Randall Hank Williams (født 26. Maj 1949 i Louisiana) er en amerikansk musiker og sangskriver. Han er søn af countrymusik legenden Hank Williams Senior. Han fik tilnavnet "Bocephus" af sin far.
Fra sine drengeår spillede Hank Jr. sin fars musik offentligt, fordi mange mennesker stadig var interesseret i det, og Hank Sr's karriere blev tidligt afbrudt af alkohol- og narkotikamisbrug. Unge Hank ønskede at optræde med sin egen musik og at have sin egen musikalske karriere i stedet for sin fars, men det var svært at "komme ud fra sin fars skygge" og blive anerkendt for sit eget talent.
Med tiden mødte Hank musikere, der kunne lide ham for hans egne ideer, og hjalp ham til at udvikle sin egen form for musik. Han udviklede sig til en original forfatter og musiker, men var stadig stolt over at være Hank Sr's søn. Nogle af hans fars fans var kede af, at han ønskede at gøre dette, men andre forstod det. Han har også fået nye fans, der udfører hans nye musik.
Nogle af Hanks sange er:
- Eleven Roses
- Family Tradition
- Whiskey Bent and Hell Bound
- Dixie on My Mind
- All My Rowdy Friends
- A Country Boy Can Survive.
- Ain't Misbehavin

Selv om han havde flere hits, og mange fans, tog det flere år for countrymusikbranchen at acceptere ham og hans valgte stilart. Hank tabte mange musikpriser, han kunne have vundet. Endelig i 1980'erne begyndte han at vinde priser som countrymusiker.
I 1990'erne indspillede Hanks en duet med sin far ved hjælp af en gammel optagelse, og de to optrådte sammen i en elektronisk redigeret musikvideo.
I 2005 donerede Hanks $ 125,000 til hjælpeindsatsen i Mississippi efter orkanen Katrina. Han indspiller og optræder stadig.